# Parapenaeus
Parapenaeus is een geslacht van kreeftachtigen uit de klasse van de Malacostraca (hogere kreeftachtigen).

## Soorten
- Parapenaeus americanus Rathbun, 1901
- Parapenaeus australiensis Dall, 1957
- Parapenaeus cayrei Crosnier, 2005
- Parapenaeus constrictus
- Parapenaeus fissurus (Spence Bate, 1881)
- Parapenaeus investigatoris Alcock & Anderson, 1899
- Parapenaeus kensleyi Crosnier, 2005
- Parapenaeus lanceolatus Kubo, 1949
- Parapenaeus longipes Alcock, 1905
- Parapenaeus longirostris (Lucas, 1846)
- Parapenaeus murrayi Ramadan, 1938
- Parapenaeus perezfarfantae Crosnier, 1986
- Parapenaeus politus (Smith, 1881)
- Parapenaeus ruberoculatus Hall, 1962
- Parapenaeus sextuberculatus Kubo, 1949